# Gran Premio di superbike di Cremona 2024
Il Gran Premio di superbike di Cremona 2024 è stato la nona prova del campionato mondiale Superbike del 2024. Nello stesso fine settimana si sono corsi anche la nona prova del campionato mondiale Supersport e la quarta del Campionato mondiale WCR. 

## Panoramica delle gare
Per la prima volta il mondiale delle derivate approda al Cremona Circuit.
Dopo aver conquistato la prima vittoria in Superbike al sabato, Danilo Petrucci vince anche la gara Superpole e gara due; questi risultati consentono al ternano di mettere una seria ipoteca sulla conquista del Trofeo Indipendenti. In ottica campionato Nicolò Bulega, dopo la pole position, conquista due piazzamenti a podio portandosi a soli tredici punti dall'infortunato Razgatlıoğlu. Gara uno della Supersport va ad Adrián Huertas che allunga nel mondiale, secondo e terzo gli altri due protagonisti di questo campionato: Stefano Manzi e Yari Montella. Manzi si impone in gara due, riportando al successo Yamaha, secondo Huertas, terzo Tom Booth-Amos al suo primo podio in Supersport. Nel mondiale femminile, María Herrera in gara uno conquista il quinto successo su sette gare disputate. In gara due la Herrera si ritira lasciando la testa del mondiale alla connazionale Ana Carrasco che vince; secondo posto per l'italiana Roberta Ponziani, al primo podio iridato dopo aver segnato il giro più veloce in gara uno, terzo posto per l'australiana Tayla Relph.

## Superbike gara 1
Gara uno della Superbike è stata interrotta nel corso del diciassettesimo giro tramite esposizione della bandiera rossa. L'interruzione è causata da problemi tecnici all'infrastruttura del tracciato; non vi sono ripartenze e viene assegnato ai piloti punteggio pieno.

### Arrivati al traguardo
| Pos. | Nº | Pilota                | Squadra                   | Motocicletta        | Giri | Tempo      | Griglia | Punti |
| ---- | -- | --------------------- | ------------------------- | ------------------- | ---- | ---------- | ------- | ----- |
| 1º   | 9  | Danilo Petrucci       | Barni Spark Racing        | Ducati Panigale V4R | 17   | 24'49.788  | 6º      | 25    |
| 2º   | 11 | Nicolò Bulega         | Aruba.it Racing - Ducati  | Ducati Panigale V4R | 17   | +2.590     | 1º      | 20    |
| 3º   | 1  | Álvaro Bautista       | Aruba.it Racing - Ducati  | Ducati Panigale V4R | 17   | +6.383     | 13º     | 16    |
| 4º   | 7  | Iker Lecuona          | Team HRC                  | Honda CBR1000 RR-R  | 17   | +7.583     | 8º      | 13    |
| 5º   | 47 | Axel Bassani          | Kawasaki Racing           | Kawasaki ZX-10RR    | 17   | +10.125    | 12º     | 11    |
| 6º   | 97 | Xavi Vierge           | Team HRC                  | Honda CBR1000 RR-R  | 17   | +10.211    | 7º      | 10    |
| 7º   | 60 | Michael van der Mark  | Rokit BMW Motorrad        | BMW M1000 RR        | 17   | +1 settore | 15º     | 9     |
| 8º   | 31 | Garrett Gerloff       | Bonovo Action BMW         | BMW M1000 RR        | 17   | +1 settore | 11º     | 8     |
| 9º   | 21 | Michael Ruben Rinaldi | Team Motocorsa Racing     | Ducati Panigale V4R | 17   | +2 settori | 16º     | 7     |
| 10º  | 87 | Remy Gardner          | GYTR GRT Yamaha           | Yamaha YZF-R1       | 17   | +2 settori | 18º     | 6     |
| 11º  | 28 | Bradley Ray           | Yamaha Motoxracing        | Yamaha YZF-R1       | 17   | +2 settori | 9º      | 5     |
| 12º  | 55 | Andrea Locatelli      | Pata Yamaha Prometeon     | Yamaha YZF-R1       | 17   | +2 settori | 4º      | 4     |
| 13º  | 45 | Scott Redding         | Bonovo Action BMW         | BMW M1000 RR        | 17   | +2 settori | 14º     | 3     |
| 14º  | 37 | Markus Reiterberger   | Rokit BMW Motorrad        | BMW M1000 RR        | 17   | +2 settori | 25º     | 2     |
| 15º  | 52 | Alessandro Delbianco  | Yamaha Motoxracing        | Yamaha YZF-R1       | 17   | +2 settori | 22º     | 1     |
| 16º  | 5  | Philipp Öttl          | GMT94 Yamaha              | Yamaha YZF-R1       | 17   | +3 settori | 20º     |       |
| 17º  | 17 | Marvin Fritz          | GYTR GRT Yamaha           | Yamaha YZF-R1       | 17   | +3 settori | 19º     |       |
| 18º  | 46 | Thomas Bridewell      | Honda Racing UK           | Honda CBR1000 RR-R  | 17   | +3 settori | 23º     |       |
| 19º  | 75 | Ivo Lopes             | Petronas MIE Racing Honda | Honda CBR1000 RR-R  | 17   | +3 settori | 24º     |       |
| 20º  | 22 | Alex Lowes            | Kawasaki Racing           | Kawasaki ZX-10RR    | 16   | +1 giro    | 3º      |       |

### Ritirati
| Nº | Pilota           | Squadra                   | Motocicletta        | Giri | Griglia |
| -- | ---------------- | ------------------------- | ------------------- | ---- | ------- |
| 95 | Tarran Mackenzie | Petronas MIE Racing Honda | Honda CBR1000 RR-R  | 16   | 21º     |
| 59 | Niccolò Canepa   | Pata Yamaha Prometeon     | Yamaha YZF-R1       | 13   | 17º     |
| 29 | Andrea Iannone   | Team GoEleven             | Ducati Panigale V4R | 8    | 2º      |
| 14 | Sam Lowes        | ELF Marc VDS Racing Team  | Ducati Panigale V4R | 5    | 5º      |
| 53 | Esteve Rabat     | Kawasaki Puccetti Racing  | Kawasaki ZX-10RR    | 0    | 10º     |

## Superbike gara Superpole

### Arrivati al traguardo
| Pos. | Nº | Pilota                | Squadra                   | Motocicletta        | Giri | Tempo     | Griglia | Punti |
| ---- | -- | --------------------- | ------------------------- | ------------------- | ---- | --------- | ------- | ----- |
| 1º   | 9  | Danilo Petrucci       | Barni Spark Racing        | Ducati Panigale V4R | 10   | 14'56.130 | 3º      | 12    |
| 2º   | 22 | Alex Lowes            | Kawasaki Racing           | Kawasaki ZX-10RR    | 10   | +1.797    | 4º      | 9     |
| 3º   | 29 | Andrea Iannone        | Team GoEleven             | Ducati Panigale V4R | 10   | +2.572    | 2º      | 7     |
| 4º   | 11 | Nicolò Bulega         | Aruba.it Racing - Ducati  | Ducati Panigale V4R | 10   | +3.431    | 1º      | 6     |
| 5º   | 7  | Iker Lecuona          | Team HRC                  | Honda CBR1000 RR-R  | 10   | +4.729    | 8º      | 5     |
| 6º   | 1  | Álvaro Bautista       | Aruba.it Racing - Ducati  | Ducati Panigale V4R | 10   | +5.578    | 13º     | 4     |
| 7º   | 55 | Andrea Locatelli      | Pata Yamaha Prometeon     | Yamaha YZF-R1       | 10   | +5.909    | 5º      | 3     |
| 8º   | 97 | Xavi Vierge           | Team HRC                  | Honda CBR1000 RR-R  | 10   | +6.650    | 7º      | 2     |
| 9º   | 31 | Garrett Gerloff       | Bonovo Action BMW         | BMW M1000 RR        | 10   | +6.815    | 11º     | 1     |
| 10º  | 53 | Esteve Rabat          | Kawasaki Puccetti Racing  | Kawasaki ZX-10RR    | 10   | +7.149    | 10º     |       |
| 11º  | 47 | Axel Bassani          | Kawasaki Racing           | Kawasaki ZX-10RR    | 10   | +7.273    | 12º     |       |
| 12º  | 60 | Michael van der Mark  | Rokit BMW Motorrad        | BMW M1000 RR        | 10   | +7.600    | 17º     |       |
| 13º  | 45 | Scott Redding         | Bonovo Action BMW         | BMW M1000 RR        | 10   | +11.088   | 15º     |       |
| 14º  | 14 | Sam Lowes             | ELF Marc VDS Racing Team  | Ducati Panigale V4R | 10   | +11.244   | 6º      |       |
| 15º  | 28 | Bradley Ray           | Yamaha Motoxracing        | Yamaha YZF-R1       | 10   | +11.506   | 9º      |       |
| 16º  | 37 | Markus Reiterberger   | Rokit BMW Motorrad        | BMW M1000 RR        | 10   | +14.251   | 14º     |       |
| 17º  | 21 | Michael Ruben Rinaldi | Team Motocorsa Racing     | Ducati Panigale V4R | 10   | +16.335   | 18º     |       |
| 18º  | 59 | Niccolò Canepa        | Pata Yamaha Prometeon     | Yamaha YZF-R1       | 10   | +19.679   | 19º     |       |
| 19º  | 5  | Philipp Öttl          | GMT94 Yamaha              | Yamaha YZF-R1       | 10   | +20.380   | 21º     |       |
| 20º  | 52 | Alessandro Delbianco  | Yamaha Motoxracing        | Yamaha YZF-R1       | 10   | +20.533   | 23º     |       |
| 21º  | 46 | Thomas Bridewell      | Honda Racing UK           | Honda CBR1000 RR-R  | 10   | +24.960   | 24º     |       |
| 22º  | 75 | Ivo Lopes             | Petronas MIE Racing Honda | Honda CBR1000 RR-R  | 10   | +31.813   | 25º     |       |
| 23º  | 95 | Tarran Mackenzie      | Petronas MIE Racing Honda | Honda CBR1000 RR-R  | 9    | +1 giro   | 22º     |       |

### Ritirati
| Nº | Pilota       | Squadra         | Motocicletta  | Giri | Griglia |
| -- | ------------ | --------------- | ------------- | ---- | ------- |
| 87 | Remy Gardner | GYTR GRT Yamaha | Yamaha YZF R1 | 7    | 16º     |
| 17 | Marvin Fritz | GYTR GRT Yamaha | Yamaha YZF R1 | 1    | 20º     |

## Superbike gara 2

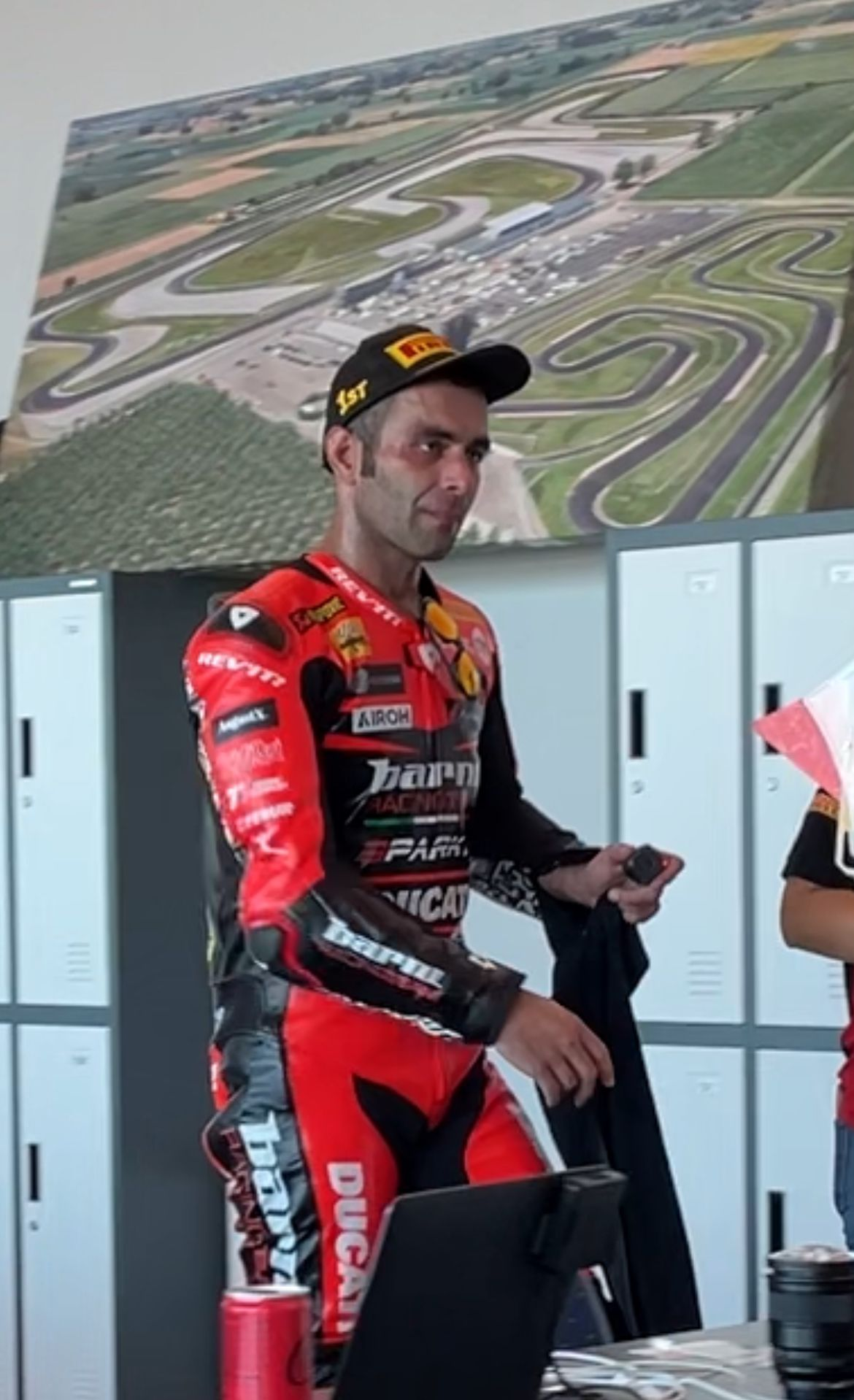
Danilo Petrucci subito dopo aver vinto gara due.

### Arrivati al traguardo
| Pos. | Nº | Pilota                | Squadra                   | Motocicletta        | Giri | Tempo     | Griglia | Punti |
| ---- | -- | --------------------- | ------------------------- | ------------------- | ---- | --------- | ------- | ----- |
| 1º   | 9  | Danilo Petrucci       | Barni Spark Racing        | Ducati Panigale V4R | 23   | 34'33.263 | 1º      | 25    |
| 3º   | 1  | Álvaro Bautista       | Aruba.it Racing - Ducati  | Ducati Panigale V4R | 23   | +1.023    | 6º      | 20    |
| 3º   | 11 | Nicolò Bulega         | Aruba.it Racing - Ducati  | Ducati Panigale V4R | 23   | +2.910    | 4º      | 16    |
| 4º   | 31 | Garrett Gerloff       | Bonovo Action BMW         | BMW M1000 RR        | 23   | +8.452    | 9º      | 13    |
| 5º   | 22 | Alex Lowes            | Kawasaki Racing           | Kawasaki ZX-10RR    | 23   | +8.761    | 2º      | 11    |
| 6º   | 7  | Iker Lecuona          | Team HRC                  | Honda CBR1000 RR-R  | 23   | +13.397   | 5º      | 10    |
| 7º   | 60 | Michael van der Mark  | Rokit BMW Motorrad        | BMW M1000 RR        | 23   | +15.873   | 16º     | 9     |
| 8º   | 97 | Xavi Vierge           | Team HRC                  | Honda CBR1000 RR-R  | 23   | +19.228   | 8º      | 8     |
| 9º   | 55 | Andrea Locatelli      | Pata Yamaha Prometeon     | Yamaha YZF-R1       | 23   | +19.523   | 7º      | 7     |
| 10º  | 53 | Esteve Rabat          | Kawasaki Puccetti Racing  | Kawasaki ZX-10RR    | 23   | +24.368   | 12º     | 6     |
| 11º  | 14 | Sam Lowes             | ELF Marc VDS Racing Team  | Ducati Panigale V4R | 23   | +24.691   | 10º     | 5     |
| 12º  | 45 | Scott Redding         | Bonovo Action BMW         | BMW M1000 RR        | 23   | +25.664   | 14º     | 4     |
| 13º  | 21 | Michael Ruben Rinaldi | Team Motocorsa Racing     | Ducati Panigale V4R | 23   | +26.726   | 17º     | 3     |
| 14º  | 28 | Bradley Ray           | Yamaha Motoxracing        | Yamaha YZF R1       | 23   | +27.167   | 11º     | 2     |
| 15º  | 37 | Markus Reiterberger   | Rokit BMW Motorrad        | BMW M1000 RR        | 23   | +39.566   | 24º     | 1     |
| 16º  | 52 | Alessandro Delbianco  | Yamaha Motoxracing        | Yamaha YZF R1       | 23   | +44.483   | 22º     |       |
| 17º  | 5  | Philipp Öttl          | GMT94 Yamaha              | Yamaha YZF R1       | 23   | +50.786   | 20º     |       |
| 18º  | 17 | Marvin Fritz          | GYTR GRT Yamaha           | Yamaha YZF R1       | 23   | +52.608   | 19º     |       |
| 19º  | 59 | Niccolò Canepa        | Pata Yamaha Prometeon     | Yamaha YZF R1       | 23   | +59.505   | 18º     |       |
| 20º  | 75 | Ivo Lopes             | Petronas MIE Racing Honda | Honda CBR1000 RR-R  | 23   | +1'00.237 | 23º     |       |

### Ritirati
| Nº | Pilota           | Squadra                   | Motocicletta        | Giri | Griglia |
| -- | ---------------- | ------------------------- | ------------------- | ---- | ------- |
| 87 | Remy Gardner     | GYTR GRT Yamaha           | Yamaha YZF-R1       | 21   | 15º     |
| 29 | Andrea Iannone   | Team GoEleven             | Ducati Panigale V4R | 16   | 3º      |
| 95 | Tarran Mackenzie | Petronas MIE Racing Honda | Honda CBR1000 RR-R  | 9    | 21º     |
| 47 | Axel Bassani     | Kawasaki Racing           | Kawasaki ZX-10RR    | 2    | 13º     |

## Supersport gara 1

### Arrivati al traguardo
| Pos. | Nº | Pilota              | Squadra                          | Motocicletta                 | Giri | Tempo     | Griglia | Punti |
| ---- | -- | ------------------- | -------------------------------- | ---------------------------- | ---- | --------- | ------- | ----- |
| 1º   | 99 | Adrián Huertas      | Aruba.it Racing - Ducati         | Ducati Panigale V2           | 20   | 30'53.327 | 1º      | 25    |
| 2º   | 62 | Stefano Manzi       | Ten Kate Racing Yamaha           | Yamaha YZF-R6                | 20   | +4.665    | 2º      | 20    |
| 3º   | 55 | Yari Montella       | Barni Spark Racing               | Ducati Panigale V2           | 20   | +7.597    | 3º      | 16    |
| 4º   | 23 | Marcel Schrötter    | MV Agusta Reparto Corse          | MV Agusta F3 800 RR          | 20   | +13.000   | 6º      | 13    |
| 5º   | 69 | Tom Booth-Amos      | PTR Triumph                      | Triumph Street Triple RS 765 | 20   | +13.682   | 14º     | 11    |
| 6º   | 94 | Lucas Mahias        | GMT94 Yamaha                     | Yamaha YZF-R6                | 20   | +17.818   | 7º      | 10    |
| 7º   | 17 | John McPhee         | WRP-RT Motorsport by SKM-Triumph | Triumph Street Triple RS 765 | 20   | +20.459   | 5º      | 9     |
| 8º   | 50 | Ondřej Vostatek     | PTR Triumph                      | Triumph Street Triple RS 765 | 20   | +21.340   | 12º     | 8     |
| 9º   | 66 | Niki Tuuli          | EAB Racing Team                  | Ducati Panigale V2           | 20   | +25.588   | 19º     | 7     |
| 10º  | 54 | Bahattin Sofuoğlu   | MV Agusta Reparto Corse          | MV Agusta F3 800 RR          | 20   | +25.685   | 18º     | 6     |
| 11º  | 71 | Tom Edwards         | D34G Racing                      | Ducati Panigale V2           | 20   | +33.501   | 20º     | 5     |
| 12º  | 52 | Borja Gómez         | VIAMO Racing by MTM              | Kawasaki Ninja ZX-6R         | 20   | +33.843   | 31º     | 4     |
| 13º  | 80 | Álvaro Díaz         | Yamaha Thailand Racing           | Yamaha YZF-R6                | 20   | +34.024   | 27º     | 3     |
| 14º  | 77 | Miquel Pons         | Team Prodina Altogo              | Yamaha YZF-R6                | 20   | +40.132   | 21º     | 2     |
| 15º  | 51 | Anupab Sarmoon      | Yamaha Thailand Racing           | Yamaha YZF-R6                | 20   | +40.439   | 23º     | 1     |
| 16º  | 48 | Lorenzo Dalla Porta | VTF Racing                       | Yamaha YZF-R6                | 20   | +40.582   | 25º     |       |
| 17º  | 74 | Piotr Biesiekirski  | Ecosantagata Althea Racing       | Ducati Panigale V2           | 20   | +41.153   | 24º     |       |
| 18º  | 22 | Federico Fuligni    | Orelac Verdnatura Racing         | Ducati Panigale V2           | 20   | +41.156   | 28º     |       |
| 19º  | 3  | Raffaele De Rosa    | QJ Motor Factory Racing          | QJ Motor SRK 800 RR          | 20   | +58.097   | 22º     |       |
| 20º  | 68 | Luke Power          | Motozoo ME AIR Racing            | MV Agusta F3 800 RR          | 20   | +1'28.333 | 29º     |       |
| 21º  | 53 | Valentin Debise     | Evan Bros. Yamaha                | Yamaha YZF-R6                | 19   | +1 giro   | 9º      |       |
| 22º  | 61 | Can Öncü            | Kawasaki Puccetti Racing         | Kawasaki Ninja ZX-6R         | 19   | +1 giro   | 8º      |       |

### Ritirati
| Nº | Pilota              | Squadra                          | Motocicletta                 | Giri | Griglia |
| -- | ------------------- | -------------------------------- | ---------------------------- | ---- | ------- |
| 64 | Federico Caricasulo | Motozoo ME AIR Racing            | MV Agusta F3 800 RR          | 14   | 4º      |
| 5  | Niccolò Antonelli   | Ecosantagata Althea Racing       | Ducati Panigale V2           | 13   | 32º     |
| 9  | Jorge Navarro       | Orelac Racing Verdnatura         | Ducati Panigale V2           | 9    | 10º     |
| 28 | Glenn van Straalen  | Ten Kate Racing Yamaha           | Yamaha YZF R6                | 9    | 15º     |
| 40 | Simone Corsi        | Renzi Corse                      | Ducati Panigale V2           | 8    | 16º     |
| 89 | Khairul Idham Pawi  | Petronas MIE Racing Honda        | Honda CBR600RR               | 8    | 30º     |
| 13 | Luca Ottaviani      | Extreme Racing Service           | MV Agusta F3 800 RR          | 7    | 11º     |
| 10 | Kevin Calia         | WRP-RT Motorsport by SKM-Triumph | Triumph Street Triple RS 765 | 6    | 26º     |
| 32 | Oliver Bayliss      | D34G Racing                      | Ducati Panigale V2           | 0    | 13º     |
| 27 | Kaito Toba          | Petronas MIE Racing Honda        | Honda CBR600RR               | 0    | 17º     |

## Supersport gara 2

### Arrivati al traguardo
| Pos. | Nº | Pilota              | Squadra                          | Motocicletta                 | Giri | Tempo     | Griglia | Punti |
| ---- | -- | ------------------- | -------------------------------- | ---------------------------- | ---- | --------- | ------- | ----- |
| 1º   | 62 | Stefano Manzi       | Ten Kate Racing Yamaha           | Yamaha YZF-R6                | 20   | 30'53.855 | 2º      | 25    |
| 2º   | 99 | Adrián Huertas      | Aruba.it Racing - Ducati         | Ducati Panigale V2           | 20   | +2.697    | 1º      | 20    |
| 3º   | 69 | Tom Booth-Amos      | PTR Triumph                      | Triumph Street Triple RS 765 | 20   | +7.561    | 8º      | 16    |
| 4º   | 23 | Marcel Schrötter    | MV Agusta Reparto Corse          | MV Agusta F3 800 RR          | 20   | +9.412    | 7º      | 13    |
| 5º   | 53 | Valentin Debise     | Evan Bros. Yamaha                | Yamaha YZF-R6                | 20   | +10.243   | 9º      | 11    |
| 6º   | 64 | Federico Caricasulo | Motozoo ME AIR Racing            | MV Agusta F3 800 RR          | 20   | +10.935   | 4º      | 10    |
| 7º   | 9  | Jorge Navarro       | Orelac Racing Verdnatura         | Ducati Panigale V2           | 20   | +13.244   | 11º     | 9     |
| 8º   | 61 | Can Öncü            | Kawasaki Puccetti Racing         | Kawasaki Ninja ZX-6R         | 20   | +15.259   | 6º      | 8     |
| 9º   | 50 | Ondřej Vostatek     | PTR Triumph                      | Triumph Street Triple RS 765 | 20   | +15.771   | 13º     | 7     |
| 10º  | 66 | Niki Tuuli          | EAB Racing Team                  | Ducati Panigale V2           | 20   | +19.716   | 19º     | 6     |
| 11º  | 54 | Bahattin Sofuoğlu   | MV Agusta Reparto Corse          | MV Agusta F3 800 RR          | 20   | +22.194   | 18º     | 5     |
| 12º  | 40 | Simone Corsi        | Renzi Corse                      | Ducati Panigale V2           | 20   | +22.371   | 16º     | 4     |
| 13º  | 13 | Luca Ottaviani      | Extreme Racing Service           | MV Agusta F3 800 RR          | 20   | +23.600   | 12º     | 3     |
| 14º  | 32 | Oliver Bayliss      | D34G Racing                      | Ducati Panigale V2           | 20   | +27.500   | 14º     | 2     |
| 15º  | 28 | Glenn van Straalen  | Ten Kate Racing Yamaha           | Yamaha YZF-R6                | 20   | +27.595   | 15º     | 1     |
| 16º  | 71 | Tom Edwards         | D34G Racing                      | Ducati Panigale V2           | 20   | +28.635   | 20º     |       |
| 17º  | 80 | Álvaro Díaz         | Yamaha Thailand Racing           | Yamaha YZF-R6                | 20   | +28.989   | 27º     |       |
| 18º  | 74 | Piotr Biesiekirski  | Ecosantagata Althea Racing       | Ducati Panigale V2           | 20   | +33.457   | 24º     |       |
| 19º  | 22 | Federico Fuligni    | Orelac Verdnatura Racing         | Ducati Panigale V2           | 20   | +33.874   | 28º     |       |
| 20º  | 51 | Anupab Sarmoon      | Yamaha Thailand Racing           | Yamaha YZF-R6                | 20   | +34.068   | 23º     |       |
| 21º  | 48 | Lorenzo Dalla Porta | VTF Racing                       | Yamaha YZF-R6                | 20   | +35.863   | 25º     |       |
| 22º  | 52 | Borja Gómez         | VIAMO Racing by MTM              | Kawasaki Ninja ZX-6R         | 20   | +36.161   | 31º     |       |
| 23º  | 68 | Luke Power          | Motozoo ME AIR Racing            | MV Agusta F3 800 RR          | 20   | +42.876   | 29º     |       |
| 24º  | 10 | Kevin Calia         | WRP-RT Motorsport by SKM-Triumph | Triumph Street Triple RS 765 | 20   | +43.531   | 26º     |       |
| 25º  | 3  | Raffaele De Rosa    | QJ Motor Factory Racing          | QJ Motor SRK 800 RR          | 20   | +46.137   | 22º     |       |
| 26º  | 89 | Khairul Idham Pawi  | Petronas MIE Racing Honda        | Honda CBR600RR               | 20   | +50.305   | 30º     |       |
| 27º  | 27 | Kaito Toba          | Petronas MIE Racing Honda        | Honda CBR600RR               | 20   | +1'06.886 | 17º     |       |

### Ritirati
| Nº | Pilota        | Squadra                          | Motocicletta                 | Giri | Griglia |
| -- | ------------- | -------------------------------- | ---------------------------- | ---- | ------- |
| 77 | Miquel Pons   | Team Prodina Altogo              | Yamaha YZF R6                | 15   | 21º     |
| 55 | Yari Montella | Barni Spark Racing               | Ducati Panigale V2           | 11   | 3º      |
| 94 | Lucas Mahias  | GMT94 Yamaha                     | Yamaha YZF R6                | 6    | 5º      |
| 17 | John McPhee   | WRP-RT Motorsport by SKM-Triumph | Triumph Street Triple RS 765 | 0    | 10º     |

## WCR gara 1
Gara uno del campionato femminile è stata interrotta nel corso del sesto giro a causa di un incidente. La gara si è poi disputata sulla lunghezza di cinque giri; la griglia di partenza è stata stilata in base alla classifica parziale al momento dell'esposizione della bandiera rossa.

### Arrivate al traguardo
| Pos. | Nº | Pilota             | Squadra                           | Giri | Tempo    | Griglia | Punti |
| ---- | -- | ------------------ | --------------------------------- | ---- | -------- | ------- | ----- |
| 1º   | 6  | María Herrera      | Klint Forward Factory Team        | 5    | 8'31.657 | 2º      | 25    |
| 2º   | 64 | Sara Sanchez       | 511 Terra&Vita Racing Team        | 5    | +0.075   | 3º      | 20    |
| 3º   | 22 | Ana Carrasco       | Evan Bros Racing Yamaha Team      | 5    | +0.197   | 1º      | 16    |
| 4º   | 96 | Roberta Ponziani   | Yamaha Motoxracing WCR Team       | 5    | +5.113   | 4º      | 13    |
| 5º   | 36 | Beatriz Neila      | Ampito / Pata Prometeon Yamaha    | 5    | +5.382   | 6º      | 11    |
| 6º   | 46 | Pakita Ruiz        | PS Racing Team 46+1               | 5    | +6.418   | 7º      | 10    |
| 7º   | 8  | Tayla Relph        | TAYCO Motorsport                  | 5    | +7.003   | 5º      | 9     |
| 8º   | 50 | Avalon Lewis       | Carl Cox Motor Sport              | 5    | +7.243   | 8º      | 8     |
| 9º   | 83 | Astrid Madrigal    | ITALIKA Racing FIMLA              | 5    | +9.861   | 10º     | 7     |
| 10º  | 14 | Mallory Dobbs      | Sekhmet Motorcycle Racing Team    | 5    | +10.249  | 9º      | 6     |
| 11º  | 4  | Emily Bondi        | YART Zelos Black Knights          | 5    | +15.837  | 12º     | 5     |
| 12º  | 28 | Ornella Ongaro     | Yamaha Motoxracing WCR Team       | 5    | +16.175  | 13º     | 4     |
| 13º  | 33 | Chun Mei Lui       | WT Racing Team Taiwan             | 5    | +16.773  | 14º     | 3     |
| 14º  | 44 | Luna Hirano        | Team Luna                         | 5    | +17.082  | 19º     | 2     |
| 15º  | 19 | Adela Ourednickova | DaftMotoracing by Smrž            | 5    | +17.252  | 15º     | 1     |
| 16º  | 10 | Ran Yochai         | 511 Terra&Vita Racing Team        | 5    | +15.550  | 17º     |       |
| 17º  | 16 | Lucy Michel        | TSL-Racing                        | 5    | +18.063  | 16º     |       |
| 18º  | 25 | Irene Bramato      | Team Rock'n'dea - De Angelis Team | 5    | +20.333  | 20º     |       |
| 19º  | 52 | Jessica Howden     | Team Trasimeno                    | 5    | +20.422  | 11º     |       |
| 20º  | 77 | Andrea Sibaja      | Deza - Box 77 Racing Team         | 5    | +20.745  | 18º     |       |

### Ritirate
| Nº | Pilota           | Squadra                        | Giri | Griglia |
| -- | ---------------- | ------------------------------ | ---- | ------- |
| 35 | Lena Kemmer      | Bertl K. Racing Team           | 0    | [ 16 ]  |
| 15 | Sara Varon       | ITALIKA Racing FIMLA           | 0    | [ 16 ]  |
| 34 | Alyssia Whitmore | Sekhmet Motorcycle Racing Team | 0    | [ 16 ]  |

## WCR gara 2

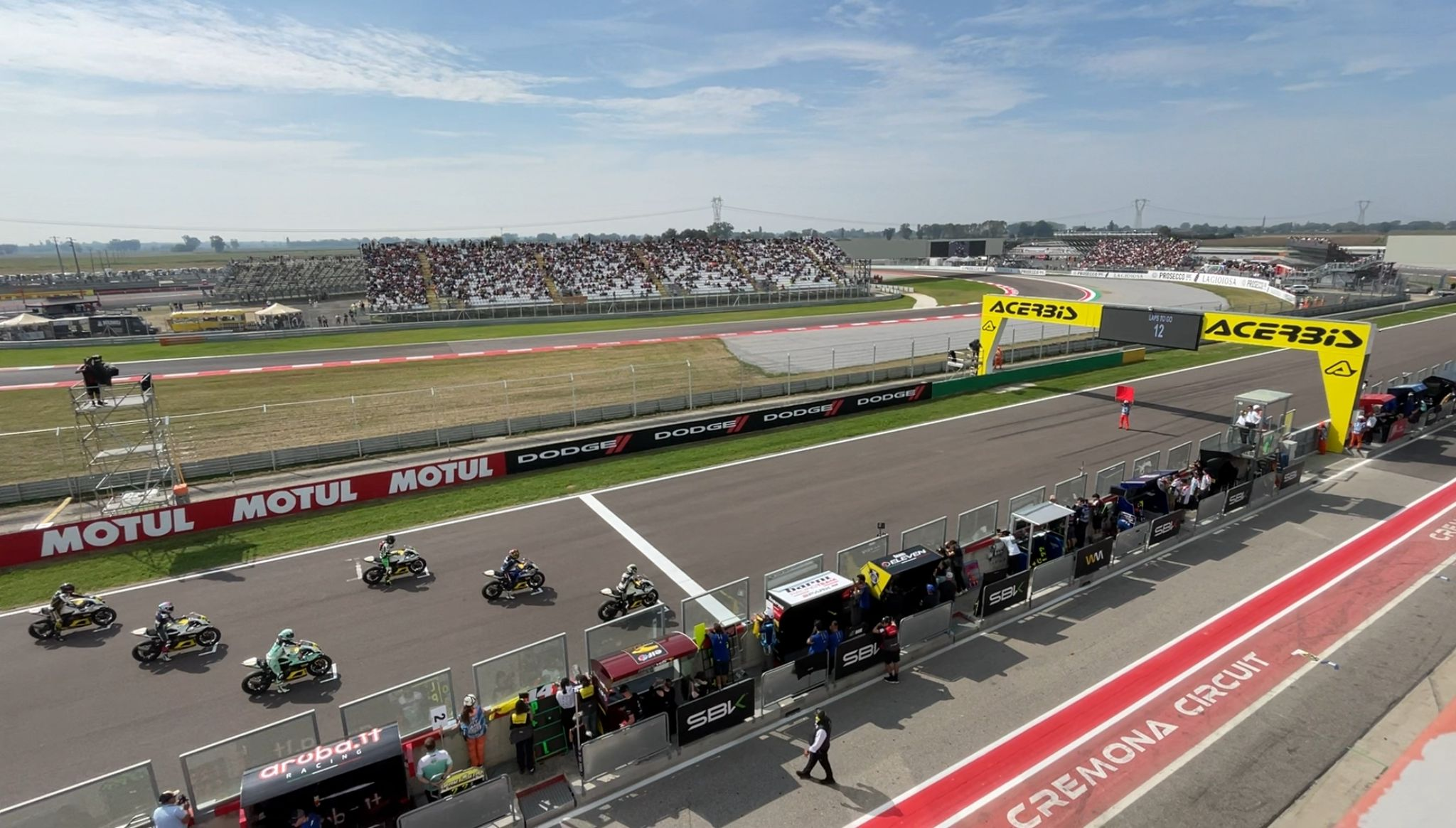
Griglia di partenza di gara due del Campionato mondiale WCR.

### Arrivate al traguardo
| Pos. | Nº | Pilota             | Squadra                           | Giri | Tempo     | Griglia | Punti |
| ---- | -- | ------------------ | --------------------------------- | ---- | --------- | ------- | ----- |
| 1º   | 22 | Ana Carrasco       | Evan Bros Racing Yamaha Team      | 12   | 20'19.996 | 2º      | 25    |
| 2º   | 96 | Roberta Ponziani   | Yamaha Motoxracing WCR Team       | 12   | +0.195    | 1º      | 20    |
| 3º   | 8  | Tayla Relph        | TAYCO Motorsport                  | 12   | +13.676   | 8º      | 16    |
| 4º   | 36 | Beatriz Neila      | Ampito / Pata Prometeon Yamaha    | 12   | +13.858   | 5º      | 13    |
| 5º   | 50 | Avalon Lewis       | Carl Cox Motor Sport              | 12   | +14.358   | 7º      | 11    |
| 6º   | 46 | Pakita Ruiz        | PS Racing Team 46+1               | 12   | +22.431   | 6º      | 10    |
| 7º   | 83 | Astrid Madrigal    | ITALIKA Racing FIMLA              | 12   | +25.144   | 9º      | 9     |
| 8º   | 4  | Emily Bondi        | YART Zelos Black Knights          | 12   | +40.083   | 12º     | 8     |
| 9º   | 28 | Ornella Ongaro     | Yamaha Motoxracing WCR Team       | 12   | +40.445   | 15º     | 7     |
| 10º  | 16 | Lucy Michel        | TSL-Racing                        | 12   | +40.586   | 11º     | 6     |
| 11º  | 19 | Adela Ourednickova | DaftMotoracing by Smrž            | 12   | +46.825   | 13º     | 5     |
| 12º  | 33 | Chun Mei Lui       | WT Racing Team Taiwan             | 12   | +47.105   | 18º     | 4     |
| 13º  | 10 | Ran Yochai         | 511 Terra&Vita Racing Team        | 12   | +47.624   | 19º     | 3     |
| 14º  | 77 | Andrea Sibaja      | Deza - Box 77 Racing Team         | 12   | +52.328   | 20º     | 2     |
| 15º  | 35 | Lena Kemmer        | Bertl K. Racing Team              | 12   | +52.523   | 16º     | 1     |
| 16º  | 25 | Irene Bramato      | Team Rock'n'dea - De Angelis Team | 12   | +52.862   | 22º     |       |

### Ritirate
| Nº | Pilota         | Squadra                        | Giri | Griglia |
| -- | -------------- | ------------------------------ | ---- | ------- |
| 6  | María Herrera  | Klint Forward Factory Team     | 11   | 4º      |
| 64 | Sara Sanchez   | 511 Terra&Vita Racing Team     | 11   | 3º      |
| 44 | Luna Hirano    | Team Luna                      | 3    | 21º     |
| 52 | Jessica Howden | Team Trasimeno                 | 2    | 10º     |
| 15 | Sara Varon     | ITALIKA Racing FIMLA           | 2    | 17º     |
| 14 | Mallory Dobbs  | Sekhmet Motorcycle Racing Team | 0    | 14º     |